# Diepenbrockstraat
De Diepenbrockstraat is een straat in Amsterdam - Zuid. De straat ligt in het verlengde van de Wielingenstraat, die langs het beurscomplex RAI loopt. De straat begint op Brug 422 over de Boerenwetering, vanaf daar loopt de straat in een ronde vorm over een brug over het Zuider Amstelkanaal. De straat eindigt op de Stadionweg. 
De straat werd op 30 september 1931 vernoemd naar de componist Alphons Diepenbrock (1862-1921).

## Karakter
De noordkant van de straat bestaat uit een serie geschakelde villa's en een kerk. De zuidkant van de straat bestaat uit vrijstaande villa's tot voorbij de Bernard Zweerskade. Daartussen staat er weer een reeks geschakelde villa's. Tussen enkele villa's liggen toegangen tot het daarachter gelegen Beatrixpark. 
De straat is een verkeersader en is een belangrijke toegangsroute tot de nabijgelegen RAI. Bij grote beurzen of evenementen worden de zijstraten van de Diepenbrockstraat afgesloten voor verkeer om de parkeeroverlast voor de buurt te beperken. 

## Markante punten
- De vrijzinnige kerk Vrijburg (Nieuwe Remonstrantse Kerk), op de hoek met de Herman Gorterstraat (rijksmonument)
- De kapel van de Vrouwe van alle Volkeren in de villa op nummer 3
- De monumentale Doktersvilla op nummer 15 (Frits Eschauzier, 1938) voor de arts J.H. Engelkes, in een zakelijke variant van de Delftse School (rijksmonument)
- Het Beatrixpark aan de zuidzijde van de straat, dat van 1941-45 Diepenbrockpark moest heten

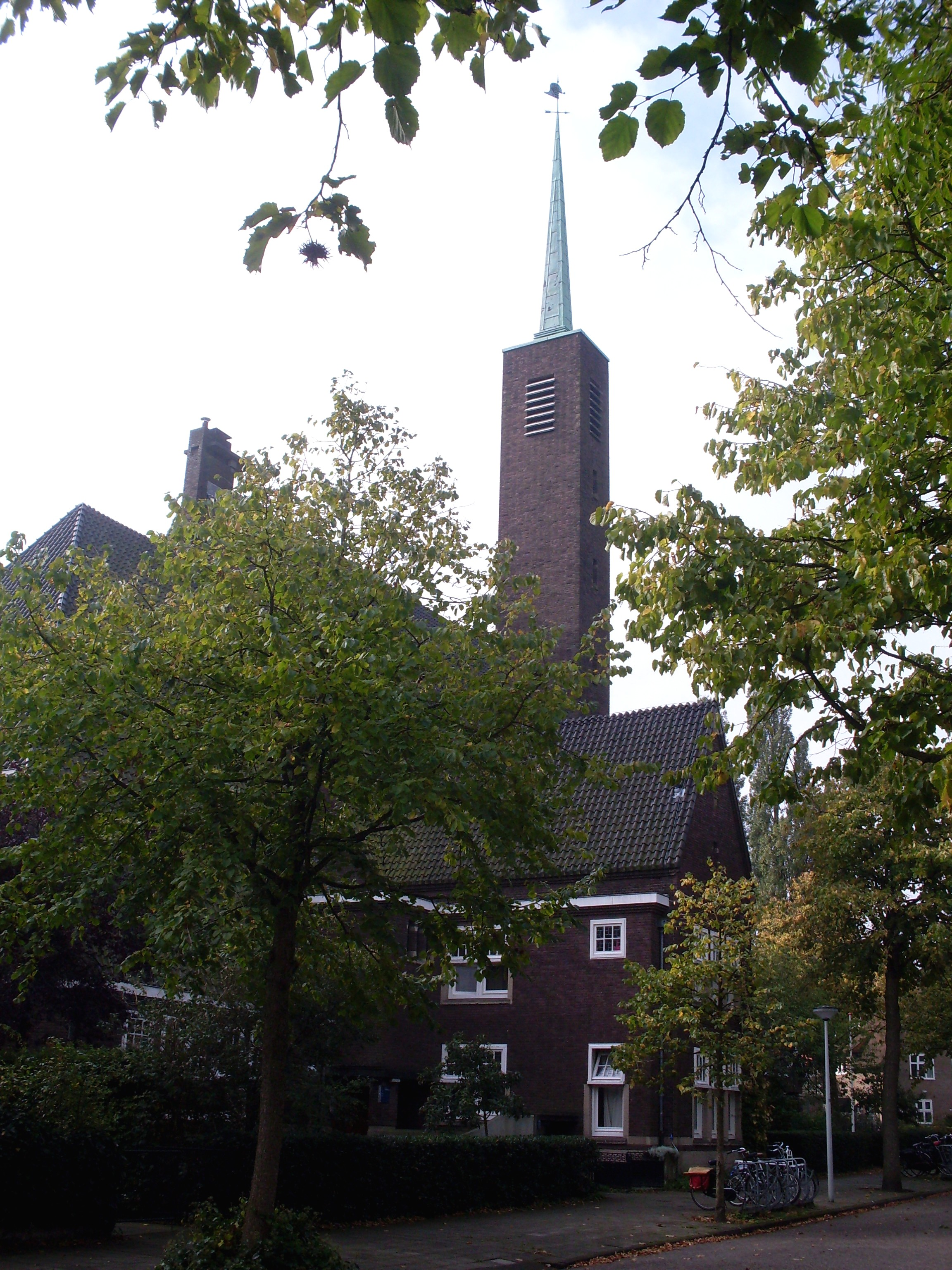
Vrijburg (Remonstrantse Kerk)
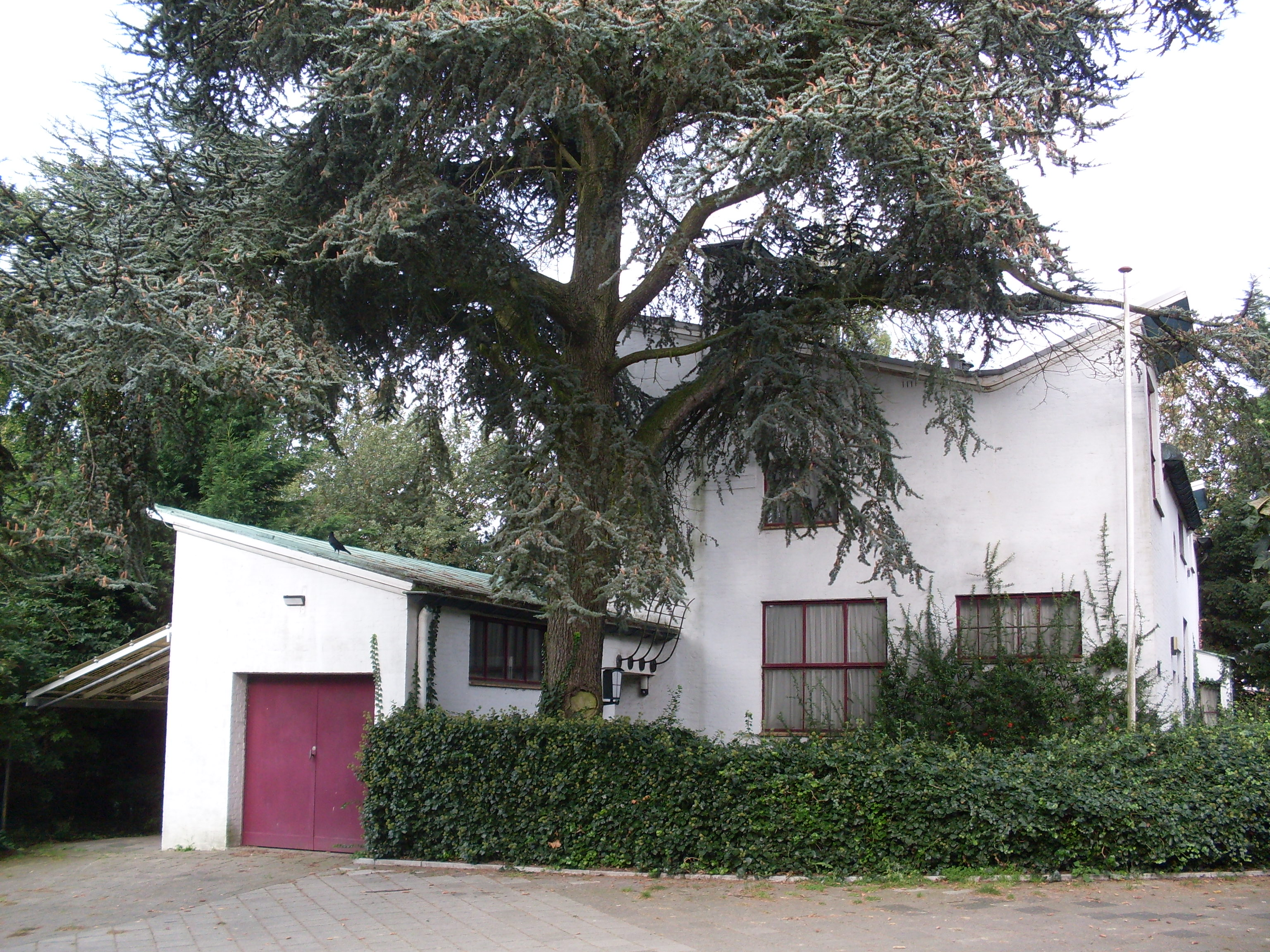
De Doktersvilla
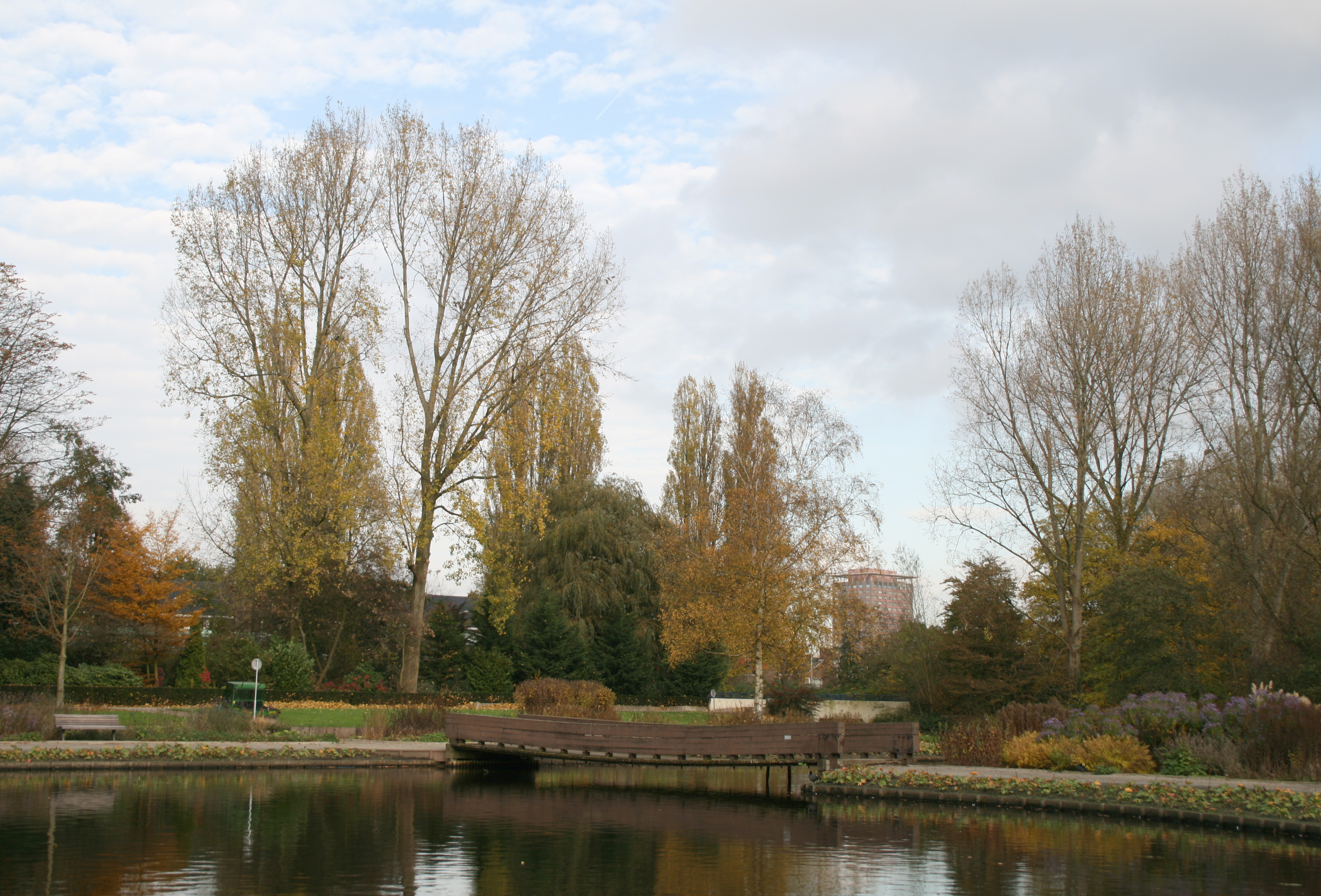
Het Beatrixpark, met linksachter villa's aan de Diepenbrockstraat

## Bewoners
Wim Duisenberg, president van De Nederlandsche Bank en Europese Centrale Bank, woonde in de villa op nummer 5. Zijn echtgenote Gretta trok veel bekijks door aan het balkon van hun villa aan de straatkant een Palestijnse vlag te hangen. Hiermee wilde ze haar steun betuigen aan de Palestijnen in het Midden-Oostenconflict. Na protesten van Joodse buren die de vlag provocerend vonden is de vlag weer verwijderd en een aantal keren teruggeplaatst. In 2008 verkocht Gretta Duisenberg deze villa voor 4,7 miljoen euro aan RBS-bankier John Hourican.
De geliquideerde vastgoedhandelaar Willem Endstra woonde tot aan zijn dood in 2004 in de Diepenbrockstraat, op nummer 11.
De villa op nummer 3, van 1950-52 gebouwd door J.H. Berghoef & H. Klarenbeek, werd bewoond door Gertrud Brenninkmeijer, weduwe van de katholieke C&A-directeur Otto Brenninkmeijer. Zij stelde ruimte ter beschikking aan Ida Peerdeman (1905-1996) en haar comité, dat in 1976 een kapel inrichtte in een aanbouw aan de achterkant, gewijd aan de "Vrouwe van alle Volkeren", de Maria uit de visioenen van Peerdeman. Van de jaren 1980 tot haar dood woonde de zieneres-profetes in de villa.
Op nummer 7 staat een zeer ruime villa in traditionele stijl (met vakwerk) uit 1938, na de Tweede Wereldoorlog bewoond door de eveneens katholieke warenhuisdirecteur Willem Dreesmann. In 2022 stond deze villa te koop voor bijna 14 miljoen euro.
Het herenhuis op nummer 38 was tot september 1940 eigendom van de Joodse zakenman Jacques Paperel, die toen het bezette Nederland ontvluchtte met behulp van Leendert van der Graaf en diens vriendin, de Duits-Joodse Magda Levy, tegen ruime betaling en met achterlating van een deel van zijn bezittingen. Levy en twee dagen later Van der Graaf schreven zich die maand op dit adres in. In 1942 eiste de bezetter dat Levy zou verhuizen naar de Rivierenbuurt, die als getto was ingericht. Zij ruilde van woning met de actrice Josephine van Gasteren, die op Niersstraat 69 stond ingeschreven. Van Gasteren streek hier neer met haar verloofde, de acteur en latere regisseur Fons Rademakers. Zij trouwden kort daarop, op 20 mei 1942, met Leendert van der Graaf als getuige. Later waarschuwde het verzet voor Levy als uiterst gevaarlijke agente van de Gestapo. Eind 1944 ontkwam ze via Duitsland naar Zuid-Amerika. 
Op de hoek van de Diepenbrockstraat en de Bernard Zweerskade kregen Jan Wolkers en zijn vrouw Karina op 25 juli 1977 een auto-ongeluk: ‘Jan kwam hier aanrijden toen een zwarte Volkswagen zich over de haaientanden in zijn auto boorde. Karina had een gebroken neus - na te lezen in De Doodshoofdvlinder. Hij schreef die roman met brokjes versplinterde voorruit op zijn bureau.’